# Vladimír Vacátko
Vladimír Vacátko (13. prosince 1925 Bítouchov u Semil – 29. března 2014) byl český fotbalový útočník.

## Hráčská kariéra
Odchovanec semilské kopané hrál v československé lize za Jiskru Liberec, nastoupil v 18 ligových utkáních a vstřelil pět prvoligových branek. V roce 1952 pomohl Slavoji Liberec vybojovat postup mezi elitu. Byl autorem prvního gólu liberecké Jiskry v nejvyšší soutěži, který padl v neděli 3. dubna 1955 v Liberci do sítě ostravského Baníku na hřišti na Dvorském vrchu.

### Prvoligová bilance
| Ročník             | Zápasy | Góly | Minuty | Klub                  |
| ------------------ | ------ | ---- | ------ | --------------------- |
| I. liga 1955       | 18     | 5    | 1566–  | Jiskra Kolora Liberec |
| CELKEM I. ČS. LIGA | 18     | 5    | 1566   |                       |